# Станнат никеля(II)
Станнат никеля(II) — неорганическое соединение,
соль никеля и оловянной кислоты 
с формулой NiSnO3,
светло-зелёные кристаллы,
не растворяется в воде,
образует кристаллогидраты.

## Получение
- обменная реакция растворимых солей никеля и станната натрия:

{\displaystyle {\mathsf {NiSO_{4}+Na_{2}SnO_{3}+2H_{2}O\ {\xrightarrow {}}\ NiSnO_{3}\cdot 2H_{2}O\downarrow +Na_{2}SO_{4}}}}

## Физические свойства
Станнат никеля(II) образует светло-зелёные кристаллы.
Не растворяется в воде.
Образует кристаллогидрат состава NiSnO3•2H2O, который теряет воду при 120 °С.

## Применение
- Компонент шихты в производстве специальной керамики.